# Casola di Napoli
Casola di Napoli – miejscowość i gmina we Włoszech, w regionie Kampania, w prowincji Neapol.
Według danych na rok 2004 gminę zamieszkiwało 3657 osób, 1828,5 os./km².